# 대한민국 형법 제244조
대한민국 형법 제244조는 음화제조에 대한 형법각칙의 조문이다.

## 조문
제244조(음화제조 등) 제243조의 행위에 공할 목적으로 음란한 물건을 제조, 소지, 수입 또는 수출한 자는 1년 이하의 징역 또는 500만원 이하의 벌금에 처한다. <개정 1995.12.29>

第244條(淫畵製造 등) 第243條의 行爲에 供할 目的으로 淫亂한 物件을 製造, 所持, 輸入 또는 輸出한 者는 1年 以下의 懲役 또는 500萬원 以下의 罰金에 處한다. <改正 1995.12.29.>

## 판례
- 구 정보통신망 이용촉진 및 정보보호 등에 관한 법률(2007. 12. 21. 법률 제8778호로 개정되기 전의 것) 제65조 제1항 제2호에서 규정하고 있는 ‘음란’이라 함은 사회통념상 일반 보통인의 성욕을 자극하여 성적 흥분을 유발하고 정상적인 성적 수치심을 해하여 성적 도의관념에 반하는 것으로서, 표현물을 전체적으로 관찰·평가해 볼 때 단순히 저속하다거나 문란한 느낌을 준다는 정도를 넘어서서 존중·보호되어야 할 인격을 갖춘 존재인 사람의 존엄성과 가치를 심각하게 훼손·왜곡하였다고 평가할 수 있을 정도로, 노골적인 방법에 의하여 성적 부위나 행위를 적나라하게 표현 또는 묘사한 것으로서, 사회통념에 비추어 전적으로 또는 지배적으로 성적 흥미에만 호소하고 하등의 문학적·예술적·사상적·과학적·의학적·교육적 가치를 지니지 아니하는 것을 뜻한다고 볼 것이고, 표현물의 음란 여부를 판단함에 있어서는 표현물 제작자의 주관적 의도가 아니라 그 사회의 평균인의 입장에서 그 시대의 건전한 사회통념에 따라 객관적이고 규범적으로 평가하여야 한다[1]

- 미술교사가 자신의 인터넷 홈페이지에 게시한 자신의 미술작품, 사진 및 동영상의 일부에 대하여 음란성이 인정된다고 한 사례[2]
- 사람의 피부에 가까운 느낌을 주는 실리콘을 재질로 사용하여 여성의 음부, 항문, 음모, 허벅지 부위를 실제와 거의 동일한 모습으로 재현하는 한편, 음부 부위는 붉은 색으로, 음모 부위는 검은 색으로 채색하는 등 그 형상 및 색상 등에 있어서 여성의 외음부를 그대로 옮겨놓은 것이나 진배없는 것으로서, 여성 성기를 지나치게 노골적으로 표현함으로써 사회통념상 그것을 보는 것 자체만으로도 성욕을 자극하거나 흥분시킬 수 있고 일반인의 정상적인 성적 수치심을 해치고 선량한 성적 도의관념에 반한다고 하지 않을 수 없다[3]
- 압수된 성기구들은 그 구조와 작용방법 등에 비추어 보면 그 기구 자체가 성욕을 자극, 흥분 또는 만족시키게 하는 물품으로 볼 수 없을 뿐만 아니라 일반인의 정상적인 성적 수치심을 해치고 선량한 성적 도의관념에 반한다고도 볼 수 없다[4]
- ‘음란한 도화’라 함은 일반 보통인의 성욕을 자극하여 성적 흥분을 유발하고 정상적인 성적 수치심을 해하여 성적 도의관념에 반하는 것을 가리키며, 이는 당해 도화의 성에 관한 노골적이고 상세한 표현의 정도와 수법, 당해 도화의 구성 또는 예술성, 사상성 등에 의한 성적 자극의 완화의 정도, 이들의 관점으로부터 당해 도화를 전체로서 보았을 때 주로 독자의 호색적 흥미를 돋구는 것으로 인정되느냐의 여부 등을 검토, 종합하여 그 시대의 건전한 사회통념에 비추어 판단하여야 한다[5]
- 형법 제243조에 규정된 '음란한 도화'라 함은 일반 보통인의 성욕을 자극하여 성적 흥분을 유발하고 정상적인 성적 수치심을 해하여 성적 도의관념에 반하는 것을 가리킨다고 할 것이고, 이는 당해 도화의 성에 관한 노골적이고 상세한 표현의 정도와 그 수법, 당해 도화의 구성 또는 예술성, 사상성 등에 의한 성적 자극의 완화의 정도, 이들의 관점으로부터 당해 도화를 전체로서 보았을 때 주로 독자의 호색적 흥미를 돋구는 것으로 인정되느냐의 여부 등을 검토, 종합하여 그 시대의 건전한 사회통념에 비추어 판단하여야 한다[6]
- 포스터 등 도화가 그 영화의 예술적 측면이 아닌 선정적 측면을 강조하여 그 표현이 과도하게 성감을 자극시키고 일반인의 정상적인 성적 정서를 해치는 것이라면 음화에 해당한다[7]

### 소설 '내게 거짓말을 해봐'
- 문학작품이나 예술작품에 문학성 내지 예술성이 있다고 하여 음란성이 당연히 부정되는 것은 아니고, 다만 그 작품의 문학적․예술적 가치, 주제와 성적 표현의 관련성 정도 등에 따라서는 음란성이 완화되어 결국은 형법의 처벌대상으로 삼을 수 없게 되는 경우가 있을 수 있을 뿐이다[8]
- 명화집에 실려있는 그림이라 하여도 공공의 이익을 위해서가 아니라, 성냥갑 에 넣어서 판매할 목적으로 그 사진을 복사 제조하거나 시중에 판매하였다면 이는 그 명화를 모독하여 음화화시켰다고 보아야 한다[9]
- 형법 제243조는 음란한 문서, 도화, 필름 기타 물건을 반포, 판매 또는 임대하거나 공연히 전시 또는 상영한 자에 대한 처벌 규정으로서 컴퓨터 프로그램파일은 위 규정에서 규정하고 있는 문서, 도화, 필름 기타 물건에 해당한다고 할 수 없으므로, 음란한 영상화면을 수록한 컴퓨터 프로그램파일을 컴퓨터 통신망을 통하여 전송하는 방법으로 판매한 행위에 대하여 전기통신기본법 제48조의2의 규정을 적용할 수 있음은 별론으로 하고, 형법 제243조의 규정을 적용할 수 없다[10]
- 음란성을 판단함에 있어 법관이 자신의 정서가 아닌 일반 보통인의 정서를 기준으로 하여 이를 판단하면 족한 것이다[11]
- 음화등을 공연히 전시한다는 것은 음화등을 불특정 또는 다수인이 관람할 수 있는 상태하에 현출시키는 것을 뜻하는 것으로서, 특정된 소수인만이 볼 수 있는 상태에 두는 것은 이에 해당되지 않는다[12]

## 같이 보기
- 간통죄
- 친고죄
- 혼인빙자간음죄